# (20461) Диоретса
(20461) Диоретса (лат. Dioretsa) — астероид из группы дамоклоидов, который был обнаружен 8 июня 1999 года в обсерватории близ Сокорро в рамках проекта LINEAR.

Орбита астероида Диоретса и его положение в Солнечной системе

## Орбита
Этот астероид движется по необычной орбите, которая характеризуется большим эксцентриситетом и ретроградным движением. Чтобы отразить этот факт, ему дали название Диоретса — и это не что иное как слово «астероид», написанное в обратном порядке. Это один из двадцати астероидов Солнечной системы, которые движутся по ретроградной орбите.
Орбита Диоретсы похожа на орбиту кометы, что привело к предположению, что Диоретса имеет кометное происхождение и изначально был объектом облака Оорта.